# Cécile Backès
Pour les articles homonymes, voir Backès.
 (octobre 2008).
Si vous disposez d'ouvrages ou d'articles de référence ou si vous connaissez des sites web de qualité traitant du thème abordé ici, merci de compléter l'article en donnant les références utiles à sa vérifiabilité et en les liant à la section « Notes et références ».
Cécile Backès est une comédienne et metteuse en scène française, née à Paris en 1965.

## Théâtre, formation et parcours
Élève d'Antoine Vitez à l'école du Théâtre national de Chaillot (1987-1989), elle suit un cursus d'études théâtrales à l'université de La Sorbonne nouvelle — Paris III, où elle est notamment l'étudiante de Michel Vinaver. 
Elle travaille en Lorraine dès 1990, aux côtés de Charles Tordjman au théâtre de la Manufacture, CDN Nancy Lorraine. En 1994, elle co-fonde avec Michel Didym La Mousson d’Été, festival d'écritures contemporaines (Pont-à-Mousson, 54).
En 1998, elle crée sa compagnie Les Piétons de la Place des Fêtes. La compagnie, lorraine depuis 2003, développe un projet artistique consacré aux écritures contemporaines, favorisant la rencontre des auteurs d'aujourd'hui, de théâtre ou de littérature, avec les publics. La compagnie anime de nombreux ateliers avec des élèves et comédiens amateurs, privilégiant les projets d’écriture à partir du travail d’improvisation. Consacré aux écritures contemporaines, le projet artistique de la compagnie l'amène à mettre en scène des auteurs contemporains comme Claudine Galea, Serge Valletti, Marguerite Duras (La Maison, 2004), Aurélie Filippetti (Fin du travail, 2009), Joël Pommerat (Dieses Kind/Cet enfant, mise en scène en allemand à la Hochschule for Musik und Tanz, Hannovre, Allemagne, 2008), Hanoch Levin (Shitz, 2008), Jean-Paul Wenzel (Vaterland, 2010), François Bégaudeau, Joy Sorman, Maylis de Kerangal, Aurélie Filippetti et Arnaud Cathrine (J'ai 20 ans qu'est-ce qui attend ?, 2012). 
Elle a aussi adapté et mis en scène Georges Perec, la comtesse de Ségur ou Bertolt Brecht.
Cécile Backès a été artiste associée à Scènes – Vosges, structure de diffusion culturelle d’Épinal et Thaon-les-Vosges, de 2008 à 2010, puis au Carreau, scène Nationale de Forbach et de l'est mosellan de janvier 2011 à décembre 2013. La compagnie Les Piétons de la Place des Fêtes  a été conventionnée avec la DRAC Lorraine depuis 2007 et subventionnée par le Conseil régional de Lorraine et le Conseil général de la Meuse. 
Cécile Backès a dirigé la Comédie de Béthune, Centre Dramatique Nord - Pas de Calais du 1er janvier 2014 au 30 juin 2021, où elle a mené un projet artistique et culturel, "Écritures / jeunesse / territoires" centré sur les écritures dramatiques d'aujourd'hui, le développement des publics jeunes et le rayonnement de la création et de l'éducation artistique sur le territoire. Entre 2015 et 2020, elle y a créé Requiem de Hanoch Levin, Mon Fric de David Lescot, L'Autre Fille et Mémoire de Fille, deux textes d'Annie Ernaux, La Loi de la Gravité d'Olivier Sylvestre,. 
A la Comédie de Béthune, elle met en place dès sa première saison 2014-2015 une programmation paritaire. Entourée d'un collectif d'artistes (Maxime Le Gall, Noémie Rosenblatt, Mariette Navarro, Arnaud Anckaert et Julien Fisera), elle accompagne de nombreux artistes et équipes, dont Baptiste Amman ou Alexandra Badea. 
Sous sa direction, la Comédie de Béthune est partenaire principal de Meet the neighbours, un projet européen de résidences d'artistes soutenu par l'Union européenne, au titre du programme Europe Creative 2014-2020. Des artistes britanniques, marocains ou polonais sont accueillis en résidence à Béthune et sur les territoires avoisinants.  

## Formation et enseignement
Entre 1995 et 2002, elle a réalisé différents projets avec des élèves de conservatoires régionaux (CRR), avec le CDN de Nancy ou la MC2: à Grenoble.  
A Béthune, elle fonde un programme d'enseignement initial "égalité des chances", comprenant des stages de sensibilisation "Brûlons les planches" (2016) et une classe préparatoire aux concours d'entrée des écoles supérieures (2019), en partenariat avec l'université d'Artois-Arras et l'université Jules-Verne-Amiens, parrainée par Stanislas Nordey puis par Ludmilla Dabo. 
Elle y dirige également des stages et workshops à destination d'adolescents, notamment Brûlons les planches qu'elle co-dirige à plusieurs reprises avec François Stemmer,.
En 2023, elle intègre l'école 3IS à Elancourt et enseigne son art au Bachelor acting.

## Comédienne
- 1990 : Tonkin-Alger d'Eugène Durif, mise en scène Charles Tordjman, Théâtre Ouvert[10] et tournée.
- 1991 : La Nuit des Rois de Shakespeare, mise en scène Charles Tordjman, Théâtre de la Manufacture - CDN Nancy Lorraine[11], MAC de Créteil et tournée.

- 1992 : Boulimos (titre provisoire) d'après L'attente, l'oubli, de Maurice Blanchot, mise en scène Alain Béhar, Théâtre de l'Eclipse, Juvisy-sur-Orge
- 1994 : Le Dictionnaire du diable d'après Ambrose Bierce, mise en scène Nordine Lahlou, Théâtre de la Bastille

## Mises en scène
- 1999 : Espèces d’espaces sur un texte de Georges Perec
- 2000 : Les Petites Filles modèles d’après la Comtesse de Ségur
- 2002 : Je reviens de loin de Claudine Galéa
- 2004 : La Maison de Marguerite Duras
- 2004 : Œuf de lynch et  Just Hamlet de Serge Valletti // Chansons montage de courts textes et chansons de Serge Valletti
- 2006 : La Seconde Attitude, La Croix blanche / chansons de Bertolt Brecht
- 2007 : Fin du travail de Cécile Backès avec des extraits des Derniers Jours de la classe ouvrière d’Aurélie Filippetti
- 2008 : Dieses Kind/Cet enfant de Joël Pommerat
- 2008 : Shitz d'Hanokh Levin
- 2008 : De fille en aiguille d'Ariane Gardel
- 2009 : King Kong Théorie de Virginie Despentes
- 2010 : Vaterland d'après le récit de Jean-Paul Wenzel
- 2012 : J'ai 20 ans qu’est-ce qui m'attend ? de François Bégaudeau, Arnaud Cathrine, Aurélie Filippetti, Maylis de Kerangal, Joy Sorman
- 2015 : Requiem de Hanokh Levin
- 2016 : Mon Fric, de David Lescot
- 2017 : L'Autre Fille, d'Annie Ernaux
- 2018 : Mémoire de Fille, d'Annie Ernaux
- 2020 : La loi de la gravité, d'Olivier Sylvestre

## Radio
Avec les Fictions de France Culture, elle conçoit des émissions comme la série Des icônes du rock sur des textes de Laure Limongi, François Bégaudeau, Claudine Galéa, Christophe Fiat et Sylvie Robic (2008).
D’autre part, elle est productrice pour les Fictions de France Culture, à la fois sur ses projets de théâtre et sur d’autres émissions. Comédienne, elle a présenté en 2008/2009 Fin de l’Histoire, lecture publique de et avec François Bégaudeau, enregistré le rôle de Françoise Dolto dans le feuilleton réalisé par C. Bernard-Sugy, Dolto, portrait au fil des pages (2008) et enregistre de très nombreuses lectures et productions pour France Culture. 
Au festival d'Avignon, elle présente dans le cadre de France Culture au musée Calvet, Les Stones – le meilleur putain de groupe de Londres, un montage d'extraits de Life de Keith Richards, avec Jean-Pierre Kalfon, réalisé par Marguerite Gateau (2012). 

## Publications
Elle a publié en octobre 2009 La boîte à outils du théâtre en classe, collection « La Bibliothèque », aux éditions Gallimard. En novembre 2011, est parue aux mêmes éditions son Anthologie du théâtre français du XXe siècle, « Écrire le théâtre de son temps ».
En 2021-2022, elle mène une mission sur l'insertion professionnelle des jeunes artistes pour l'ACDN, avec le soutien de la DGCA - Ministère de la Culture.

## Commissions et conseils d'administration
Elle a été membre de la commission pour l'Aide à la création du CNT entre 2012 et 2018 et membre du bureau de lecture de France Culture entre 2006 et 2012.
Elle a été vice-présidente du Conseil national du SYNDEAC, sous la présidence de Marie-José Malis, de 2018 à 2020. Elle y a travaillé les questions d'égalité professionnelles femmes-hommes et les questions culturelles européennes.

## Filiation
Elle est la fille de Catherine Clément et la nièce de Jérôme Clément, vice-président de la chaine de télévision Arte.